# Basoa
Basoa es un proyecto comunitario ubicado en el Valle de Arratia, Vizcaya, nacido con la intención de conectar activistas locales, migrantes y personas defensoras de derechos humanos.

## Historia
Basoa es un proyecto colectivo que quiere construir comunidad. Una casa, un territorio y un grupo de personas que, con su testimonio y acción, pretenden llevar a cabo una experiencia alternativa de vida en común en todas sus dimensiones, con la idea de avanzar hacia sociedades donde las distintas áreas, sociales, económicas, políticas y culturales estén marcadas y orientadas por el eje vertebrador de lo común.
La palabra ‘basoa’ en euskera significa bosque y simboliza el ecosistema más rico, salvaje y libre de la naturaleza. Es el refugio natural donde nace el sosiego y la vida.

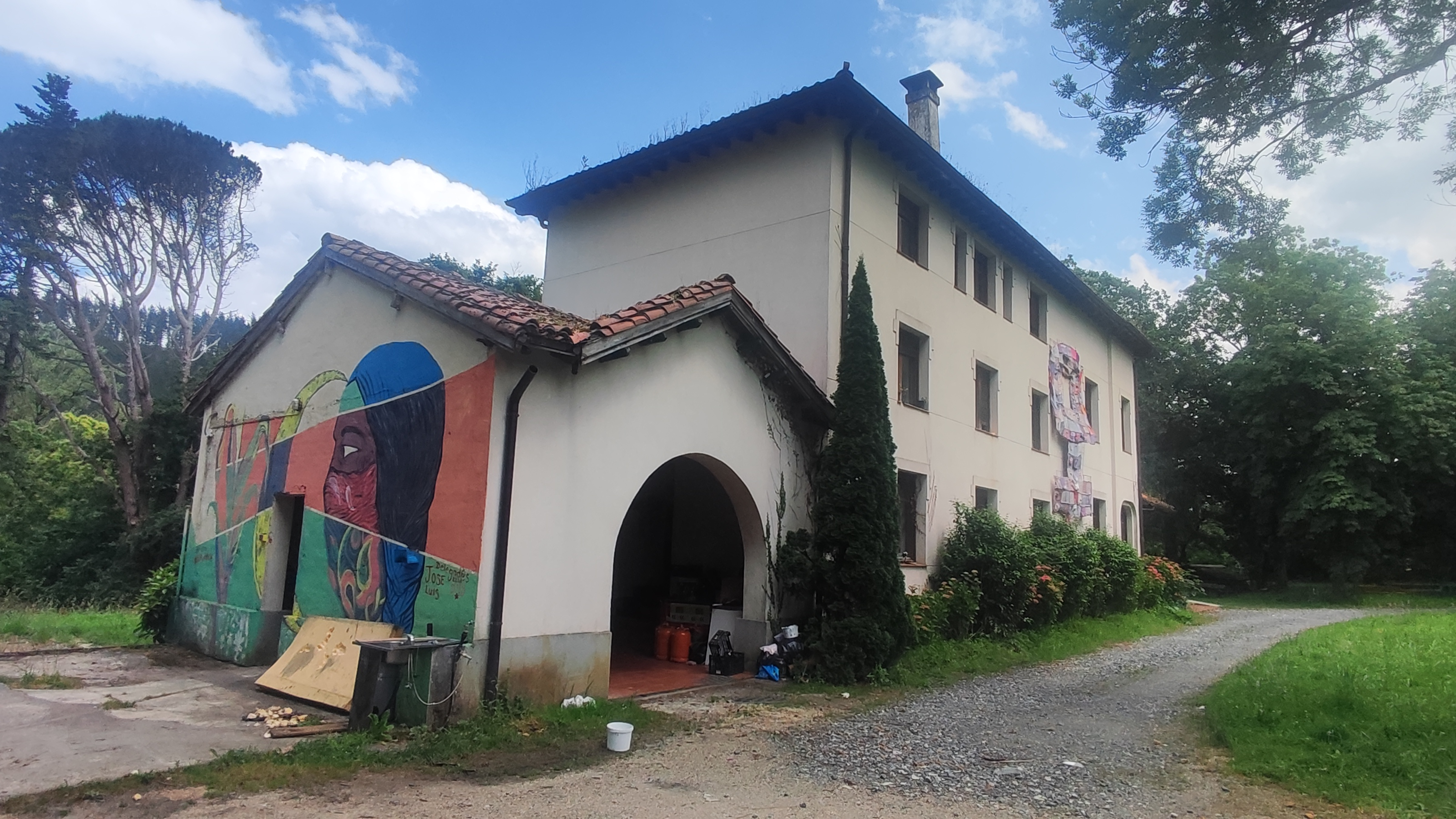
Casa dedefensoras

Basoa es una casa comunitaria de activistas y defensoras de los derechos humanos. donde se ofrece un refugio solidario, descanso, tiempo y cuidado para recuperar la voz que han querido silenciar en sus territorios de origen. Acoge y acompaña a defensoras de los derechos humanos como acción solidaria, pero también como forma de hacer frente al sistema y de visibilizar y denunciar las causas que han provocado la persecución o expulsión de estas personas. 

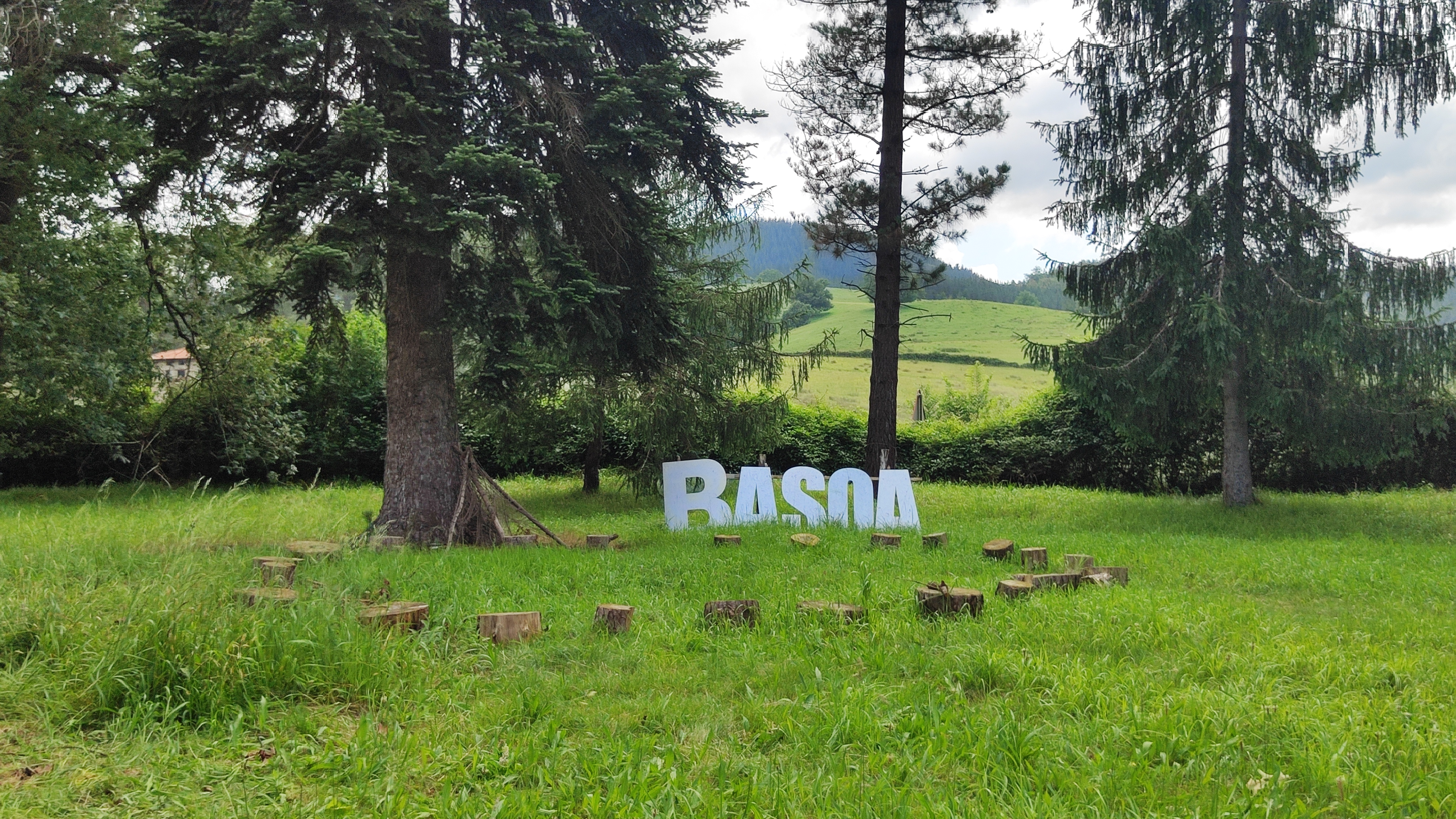
Basoa

Basoa cuenta con un equipo humano con una larga trayectoria de compromiso en diferentes movimientos sociales y organizaciones diversas, desde el feminismo al ecologismo pasando por el internacionalismo. 
Este proyecto está ligado a la Red de Acogida Artea, que trabaja con personas migrantes y refugiadas. Esta red lleva años experimentando una acogida alternativa que se quiere aproximar más a una comunidad de vida que a una atención humanitaria.
El proyecto es un referente de acogida para numerosas organizaciones que trabajan con personas en situación de especial vulnerabilidad.